# Clubiona acanthocnemis
Clubiona acanthocnemis är en spindelart som beskrevs av Simon 1906. Clubiona acanthocnemis ingår i släktet Clubiona och familjen säckspindlar. Inga underarter finns listade i Catalogue of Life.